# Avsky
Avsky (aka Avsky 666) är ett  svenskt black metalband bildat 2002, som har släppt tre fullängdsalbum.

## Medlemmar
Nuvarande medlemmar
- AE (Anders Pers) – gitarr, basgitarr, sång (2002–)
- TO – sång (2002–), trummor (2002–2020)
- HCF (Christoffer Frylmark) – basgitarr (2020–)
- Gaddur – trummor (2020–)

## Diskografi
Demo
- 2006 – Embrace Armageddon
- 2006 – No Cure for Mankind

Studioalbum
- 2007 – Mass Destruction
- 2008 – Malignant
- 2010 –  Scorn

Samlingsalbum
- 2015 – 3 Cassettes Box-Set